# Пидкасистый, Павел Иванович
Павел Иванович Пидкасистый (8 февраля 1926 — 6 декабря 2013) — доктор педагогических наук (1974), профессор (1976), член-корреспондент Российской академии образования (1999), академик Академии социальных и педагогических наук, заслуженный деятель науки РФ, работал на кафедре педагогики Московского государственного областного университета.

## Научная деятельность
Профессиональные интересы были сосредоточены в области педагогики, педагогики высшей школы и высшего педагогического образования, истории педагогики, дидактики, теории педагогики и педагогической технологии, высшего педагогического образования.
Разработал концепцию проблемно-модульного обучения, технологию  дидактических игр в системе подготовки специалистов. Предложил научно-методическое обоснование организации самостоятельной работы студентов в условиях интенсификации обучения.
Автор и научный редактор учебных пособий по педагогике для студентов педагогических институтов, университетов, педколледжей. Учебник под ред. П. И. Пидкасистого «Педагогика» выдержал несколько изданий.
Опубликовал множество научных и научно-методических работ, в числе которых монографии, учебные и учебно-методические пособия, статьи в журналах «Педагогика» и др.
Член Бюро Отделения философии образования и теоретической педагогики Российской академии образования.
Умер в 2013 году. Прах захоронен в колумбарии на Донском кладбище.